# Pat Glover
Ernest Matthew Glover, noto come Pat Glover (Swansea, 9 settembre 1910 – Tamerton Foliot, 9 settembre 1971), è stato un calciatore gallese, di ruolo attaccante.

## Carriera
Giocò tutta la carriera nel Grimsby Town. Fu capocannoniere del campionato inglese nel 1936.

## Palmarès

### Club

#### Competizioni nazionali
- Second Division: 1

Grimsby Town: 1933-1934

### Individuale
- Capocannoniere della seconda divisione inglese: 1

1933-1934 (42 reti)